# Lista de prefeitos de Penedo (Alagoas)
Esta é a lista de prefeitos do município de Penedo, estado brasileiro de Alagoas, apresentando as pessoas que foram empossadas como prefeito para o executivo municipal.
| Nº                                    | Nome                                                   | Imagem                | Partido                                      | Início do mandato       | Fim do mandato                          | Observações                                                     |
| Período Monárquico (1832-1889)        |                                                        |                       |                                              |                         |                                         |                                                                 |
| 1                                     | Manuel Gomes Ribeiro, Barão de Traipú                  |                       | Partido Conservador PC                       | 1° de janeiro de 1880   | 15 de abril de 1888                     |                                                                 |
| 2                                     | Sizino Barreiros da Cunha                              |                       | Partido Republicano Democrático PRD          | 15 de abril de 1888     | 31 de janeiro de 1893                   |                                                                 |
| Período Republicano (1889-Atualidade) |                                                        |                       |                                              |                         |                                         |                                                                 |
| 3                                     | Augusto Víctor de Barros                               |                       | Partido Republicano Democrático PRD          | 1° de fevereiro de 1893 | 13 de fevereiro de 1890                 |                                                                 |
| 4                                     | Manuel Gomes Ribeiro, Barão de Traipú                  |                       | Partido Conservador PC                       | 13 de fevereiro de 1890 | 17 de dezembro de 1891                  |                                                                 |
| 5                                     | Luís Cravo                                             |                       | Partido Republicano PR                       | 18 de dezembro de 1891  | 31 de agosto de 1892                    |                                                                 |
| 6                                     | Joaquim Gomes de Assunção                              |                       | Partido Republicano PR                       | 1° de setembro de 1892  | 6 de janeiro de 1895                    | Primeiro Intendente eleito                                      |
| 7                                     | Euclides Vieira Malta                                  |                       | Partido Republicano PR                       | 7 de janeiro de 1895    | 6 de janeiro de 1897                    | Intendente                                                      |
| 8                                     | Francisco Damasceno Ribeiro                            |                       | Partido Republicano PR                       | 7 de janeiro de 1897    | 6 de janeiro de 1899                    | Intendente                                                      |
| 9                                     | Antônio Barreiros Filho                                |                       | Partido Republicano PR                       | 7 de janeiro de 1899    | 6 de janeiro de 1901                    | Intendente                                                      |
| 10                                    | Dâmaso do Monte                                        |                       | Partido Republicano PR                       | 7 de janeiro de 1901    | 6 de janeiro de 1905                    | Intendente                                                      |
| 11                                    | Francisco Bento Medeiros                               |                       | Partido Republicano Democrático PRD          | 7 de janeiro de 1905    | 6 de janeiro de 1907                    | Intendente                                                      |
| 12                                    | Antônio Barreiros Filho                                |                       | Partido Republicano Democrático PRD          | 7 de janeiro de 1907    | 6 de janeiro de 1909                    | Intendente                                                      |
| 13                                    | João Batista Costa e Silva                             |                       | Partido Liberal PL                           | 7 de janeiro de 1909    | 6 de janeiro de 1911                    | Intendente                                                      |
| 14                                    | Manoel Gaspar de Souto                                 |                       | Partido Democrata PD                         | 7 de janeiro de 1911    | 6 de janeiro de 1913                    | Intendente                                                      |
| 15                                    | Dâmaso do Monte                                        |                       | Partido Democrata PD                         | 7 de janeiro de 1913    | 6 de janeiro de 1915                    | Intendente                                                      |
| 16                                    | Hermilo de Freitas Melro                               |                       | Partido Democrata PD                         | 7 de janeiro de 1915    | 6 de janeiro de 1919                    | Intendente                                                      |
| 17                                    | Francisco Silva                                        |                       | Partido Democrata PD                         | 7 de janeiro de 1919    | 6 de janeiro de 1921                    | Intendente                                                      |
| 18                                    | José Menezes                                           |                       | Partido Democrata PD                         | 7 de janeiro de 1921    | 6 de janeiro de 1923                    | Intendente                                                      |
| 19                                    | Eduardo Pereira                                        |                       | Partido Democrata PD                         | 7 de janeiro de 1923    | 6 de janeiro de 1925                    | Intendente                                                      |
| 20                                    | Manoel Santa Rita                                      |                       | Partido Democrata PD                         | 7 de janeiro de 1925    | 6 de janeiro de 1928                    | Intendente                                                      |
| 21                                    | João Ramalho                                           |                       | Partido Democrata PD                         | 7 de maio de 1928       | 6 de janeiro de 1929                    | Intendente                                                      |
| 22                                    | Júlio da Silva Costa                                   |                       | Partido Democrata PD                         | 7 de janeiro de 1929    | 16 de outubro de 1930                   | Intendente                                                      |
| 23                                    | João Ramalho                                           |                       | Aliança Liberal AL                           | 17 de outubro de 1930   | 21 de fevereiro de 1933                 | Prefeito nomeado                                                |
| 24                                    | Francisco de Barros Rego                               |                       | Partido Progressista PP                      | 22 de fevereiro de 1933 | 21 de abril de 1933                     | Prefeito nomeado                                                |
| 25                                    | Amarílio Salles                                        |                       | Partido Progressista PP                      | 22 de abril de 1933     | 29 de julho de 1934                     | Prefeito nomeado                                                |
| 26                                    | Manoel Braga Filho                                     |                       | Liga Republicana Conservadora LRC            | 30 de julho de 1934     | 14 de novembro de 1934                  | Prefeito nomeado                                                |
| 27                                    | Antônio Joaquim Athayde                                |                       | Partido Progressista PP                      | 15 de novembro de 1934  | 1° de janeiro de 1936                   | Prefeito nomeado                                                |
| 28                                    | Antônio Joaquim Athayde                                |                       | Partido Progressista PP                      | 2 de janeiro de 1936    | 24 de dezembro de 1937                  | Segundo mandato                                                 |
| 29                                    | Hermilo de Freitas Melro                               |                       | Partido Progressista PP                      | 24 de dezembro de 1937  | 7 de maio de 1941                       | Prefeito nomeado                                                |
| 30                                    | Artur da Mota Trigueiros                               |                       | Partido Social Democrático PSD               | 8 de maio de 1941       | 29 de agosto de 1943                    | Prefeito nomeado                                                |
| 31                                    | Alfredo Gaspar de Mendonça                             |                       | Partido Social Democrático PSD               | 30 de agosto de 1943    | 17 de fevereiro de 1945                 | Prefeito nomeado                                                |
| 32                                    | Gaspar Vieira de Mello                                 |                       | Partido Social Democrático PSD               | 17 de fevereiro de 1945 | 21 de abril de 1947                     | Prefeito nomeado                                                |
| 33                                    | Benedito de Oliveira Lima                              |                       | Partido Trabalhista Brasileiro PTB           | 22 de abril de 1947     | 4 de fevereiro de 1948                  | Prefeito nomeado                                                |
| 34                                    | Carlos Santa Rita                                      |                       | Partido Social Democrático PSD               | 5 de fevereiro de 1948  | 31 de janeiro de 1951                   | Prefeito eleito em sufrágio universal                           |
| 35                                    | Alcides dos Santos Andrade                             |                       | Partido Trabalhista Brasileiro PTB           | 1° de fevereiro de 1951 | 30 de janeiro de 1956                   | Prefeito eleito em sufrágio universal                           |
| 36                                    | Hélio Nogueira Lopes                                   |                       | Partido Trabalhista Nacional PTN             | 31 de janeiro de 1956   | 30 de janeiro de 1961                   | Prefeito eleito em sufrágio universal                           |
| 37                                    | Raimundo Marinho                                       |                       | União Democrática Nacional UDN               | 31 de janeiro de 1961   | 30 de janeiro de 1966                   | Prefeito eleito em sufrágio universal                           |
| 38                                    | Waldemar Freire Pereira                                |                       | Aliança Renovadora Nacional ARENA            | 31 de janeiro de 1966   | 30 de janeiro de 1970                   | Prefeito eleito em sufrágio universal                           |
| 39                                    | Raimundo Marinho                                       |                       | Aliança Renovadora Nacional ARENA            | 31 de janeiro de 1970   | 31 de janeiro de 1973                   | Prefeito eleito em sufrágio universal                           |
| 40                                    | Alcides dos Santos Andrade                             |                       | Movimento Democrático Brasileiro MDB         | 1° de fevereiro de 1973 | 31 de janeiro de 1977                   | Prefeito eleito em sufrágio universal                           |
| 41                                    | Raimundo Marinho                                       |                       | Aliança Renovadora Nacional ARENA            | 1° de fevereiro de 1977 | 14 de maio de 1982                      | Prefeito eleito em sufrágio universal, posteriormente renunciou |
| 42                                    | Manoel dos Santos                                      |                       | Partido Democrático Social PDS               | 15 de maio de 1982      | 31 de janeiro de 1983                   | Vice-prefeito no cargo de titular                               |
| 43                                    | Tancredo Pereira                                       |                       | Partido Democrático Social PDS               | 1° de fevereiro de 1983 | 31 de dezembro de 1988                  | Prefeito eleito em sufrágio universal                           |
| 44                                    | José Valério da Silva                                  |                       | Partido da Frente Liberal PFL                | 1° de janeiro de 1989   | 31 de dezembro de 1988                  | Prefeito eleito em sufrágio universal                           |
| 45                                    | José Dirson de Albuquerque Souza (Penedo, 01.03.1947–) |                       | Partido Trabalhista Republicano PTR          | 1° de janeiro de 1993   | 31 de dezembro de 1996                  | Prefeito eleito em sufrágio universal                           |
| 46                                    | Alexandre de Mello Toledo (Cajueiro, 28.03.1956–)      |                       | Partido da Social Democracia Brasileira PSDB | 1° de janeiro de 1997   | 31 de dezembro de 2000                  | Prefeito eleito em sufrágio universal                           |
| 46                                    | Alexandre de Mello Toledo (Cajueiro, 28.03.1956–)      | 1° de janeiro de 2001 | Partido da Social Democracia Brasileira PSDB | 31 de dezembro de 2004  | Prefeito reeleito em sufrágio universal |                                                                 |
| 47                                    | Marcius Beltrão Siqueira (Santos, 07.01.1970–)         |                       | Partido Socialista Brasileiro PSB            | 1° de janeiro de 2005   | 31 de dezembro de 2008                  | Prefeito eleito em sufrágio universal                           |
| 48                                    | Alexandre de Mello Toledo (Cajueiro, 28.03.1956–)      |                       | Partido da Social Democracia Brasileira PSDB | 1° de janeiro de 2009   | 31 de dezembro de 2012                  | Prefeito eleito em sufrágio universal                           |
| 49                                    | Marcius Beltrão Siqueira (Santos, 07.01.1970–)         |                       | Partido Democrático Trabalhista PDT          | 1° de janeiro de 2013   | 31 de dezembro de 2016                  | Prefeito eleito em sufrágio universal                           |
| 49                                    | Marcius Beltrão Siqueira (Santos, 07.01.1970–)         | 1° de janeiro de 2017 | Partido Democrático Trabalhista PDT          | 31 de dezembro de 2020  | Prefeito reeleito em sufrágio universal |                                                                 |
| 50                                    | Ronaldo Lopes (Penedo, 02.10.1955–)                    |                       | Movimento Democrático Brasileiro MDB         | 1º de janeiro de 2021   | 31 de dezembro de 2024                  | Prefeito eleito em sufrágio universal                           |
| 50                                    | Ronaldo Lopes (Penedo, 02.10.1955–)                    | 1° de janeiro de 2025 | Movimento Democrático Brasileiro MDB         | Atualidade              | Prefeito reeleito em sufrágio universal |                                                                 |